# Międzynarodowe Biennale Miniatury
Międzynarodowe Biennale Miniatury – cykliczny konkurs plastyczny o zasięgu światowym, organizowany przez Ośrodek Promocji Kultury „Gaude Mater” w Częstochowie. Adresowany jest do artystów profesjonalnych oraz studentów lat dyplomowych uczelni artystycznych. Uczestnicy przesyłają do trzech prac w formacie nie większym niż 10 x 10 cm. Jury powoływane przez organizatorów przyznaje Grand Prix, nagrody pieniężne oraz wyróżnienia honorowe.
| edycja |  | rok  | Grand Prix                    | I Nagroda                                            | II Nagroda                                                   | III Nagroda                             |
| ------ |  | ---- | ----------------------------- | ---------------------------------------------------- | ------------------------------------------------------------ | --------------------------------------- |
| 1      |  | 2000 | Mariusz Mruczek (Polska)      | Anita Baenisch-Juda (Polska)                         | Andrzej Markiewicz (Polska)                                  | Krzysztof Olszewski (Polska)            |
| 2      |  | 2002 | Adam Kirchner (Polska)        |                                                      |                                                              |                                         |
| 3      |  | 2004 | Lars Wikstrom (Szwecja)       | Apoloniusz Węgłowski (Polska)                        | Anna Lejba (Polska)                                          | Andrzej Pukaczewski (Polska)            |
| 4      |  | 2006 | Daniel Krysta (Polska)        | Ewa Ludwig (Polska)                                  | Elżbieta Radzikowska (Polska)                                | Jill McKeown (Irlandia Północna)        |
| 5      |  | 2008 | Magdalena Szczęśniak (Polska) | Agnieszka Sitko (Polska)                             | Anne Rossi (Finlandia)                                       | Catherine M. Stewart (Kanada)           |
| 6      |  | 2010 | Jarosław Grulkowski (Polska)  | Grażyna Kulikowska - Antczak (Polska)                | Jose Apaza (Meksyk)                                          | Agnieszka Półrola - Koćwin (Polska)     |
| 7      |  | 2012 | Magdalena Szczęśniak (Polska) | Joanna Pałys (Polska)                                | Maria Koldryn (Polska)                                       | Jarosław Grulkowski (Polska)            |
| 8      |  | 2014 | Elżbieta Radzikowska          | Andrzej Desperak (Polska) Katarzyna Makieła (Polska) | Paulina Poczęta (Polska) Barbara Lis - Romańczukowa (Polska) | Michał J. Wielowiejski Paulina Szymczyk |
| 9      |  | 2016 | Marzena Zacharewicz (Polska)  | Mariusz Dański (Polska)                              | Cleo Wilkinson (Australia)                                   | Małgorzata Strzelec (Polska)            |